# Neuhausen/Erzgeb.
Neuhausen/Erzgeb., Neuhausen/Erzgebirge − gmina w Niemczech, w kraju związkowym Saksonia, w okręgu administracyjnym Chemnitz, w powiecie Mittelsachsen.

## Współpraca
Miejscowość partnerska:
- Affalterbach, Badenia-Wirtembergia